# Franklin García Fermín
Franklin García Fermín (San Francisco de Macorís, Duarte; 17 de enero de 1957) es un jurista y profesor dominicano. Fue rector de la Universidad Autónoma de Santo Domingo de 2008 a 2011 y es el actual ministro del Ministerio de Educación Superior, Ciencia y Tecnología (MESCyT) de República Dominicana.

## Biografía
Nació en San Francisco de Macorís, aunque muy pronto su familia emigró a Santiago de los Caballeros. Sus antepasados están vinculados a la lucha por la independencia. Su abuelo paterno, el General Santo García, es conocido como un patriota que se opuso a la intervención norteamericana en el año 1916. Más tarde, sería gobernador civil de Santiago de los Caballeros. Su padre, Marco Tulio García, abogado, fue juez y representante del Ministerio Público por más de 35 años. 
En 1976, Franklin García Fermín ingresa a la Universidad Autónoma de Santo Domingo y estudia la carrera de Derecho. En la Universidad fue dirigente estudiantil y por sus méritos el Consejo Universitario le otorgó el Premio “Amín Abel Hasbún”. Ha obtenido un posgrado en Derecho Civil y otro en Ciencias Políticas, así como Diplomado en Relaciones Internacionales y Diplomacia.
Se inicia en la carrera docente en 1984 como ayudante de profesor y un año más tarde es designado Profesor de la Escuela de Derecho. En 1987 fue elegido por la Asamblea de Profesores de la Facultad de Ciencias Jurídicas y Políticas presidente de dicha Asociación. En 1992 es elegido presidente del Colegio de Abogados de la República Dominicana. Durante su gestión se construyó la Casa Club de los Abogados.
En el año 2001 recibe el Título de Investigador de la Universidad del País Vasco y en el año 2003 defiende su Tesis Doctoral en la misma universidad. 
Ha recibido “la Orden Andrés Bello”, primera clase, del gobierno de la República Bolivariana de Venezuela, la más alta distinción otorgada a científicos y académicos. Reconocimiento del Colegio de Abogados de la República Dominicana, el Gran Premio Nacional al Mérito Jurídico "Fray Antón de Montesino” Es Profesor Invitado de la Universidad de París I (Panteón-Sorbona) y docente de la Universidad Nacional San Antonio Abad del Cusco (Perú), en el Programa Doctoral “Sociedad Democrática, Estado y Derecho”.
En 1996 fue elegido Vicedecano de la Facultad de Ciencias Jurídicas y Políticas, tres años después fue elegido Decano, y reelecto en 2002.
En 2005 fue electo Vicerrector de Extensión de la Universidad Autónoma de Santo Domingo (UASD). El 22 de febrero de 2008 ganó las elecciones para la rectoría de la UASD obteniendo 1.239 votos de los profesores, es decir, el 58% de los sufragios.
El 11 de mayo de 2023 es investido doctor honoris causa por la Universidad a Distancia de Madrid (UDIMA).

## Trayectoria
Franklin García Fermín está ligado a la Universidad Autónoma de Santo Domingo (UASD) desde enero del año 1976, cuando ingresó como estudiante de derecho.
En 1978 ya era empleado administrativo. Se inició como docente en el puesto de ayudante de profesor y en 1985 fue designado como profesor de la cátedra de derecho civil.
En el año 1987 fue elegido presidente de la Asociación de Profesores de la Facultad de Ciencias Jurídicas y Políticas y de la dirección de la Federación de Profesores de la UASD (FAPROUASD). En 1992 fue elegido presidente del Colegio de Abogados de la República Dominicana.
En 1996 fue elegido como vicedecano de la Facultad de Ciencias Jurídicas y Políticas. En 1999 fue elegido decano de la Facultad, cargo que ejerció por seis años.
Desde 2005 es vicerrector de Extensión de la casa de altos estudios. Asegura que en esta posición se ha dedicado fundamentalmente a vincular la universidad con el país, “a través de trabajos en tres áreas fundamentales: cultura, deporte y trabajo comunitario”.
Fue rector de la Universidad Autónoma de Santo Domingo para el periodo 2008-2011. El primero de marzo de 2011 entregó la rectoría. Actualmente, su esposa Rosalía Sosa Pérez ocupa la Vicerrectoría de Extensión de la mencionada academia. Ambos son autores de una obra titulada Introducción al estudio del derecho, publicada en el año 2000.